# Alexandre Alexeieff
Alexandre A. Alexeieff (nacido como Alexandre Alexandrovitch Alexeieff el 18 de abril de 1901 en Kazán, Rusia) fue un artista, animador e ilustrador nacido en el Imperio Ruso que vivió y trabajó principalmente en París. A él y a su segunda esposa, Claire Parker (1906-1981), se les atribuye la invención de la técnica de animación llamada la pantalla de alfileres.

## Primeros años
Alexeieff nació en la ciudad rusa de Kazán. Pasó su primera infancia en Estambul, donde su padre, Alexei Alexeieff, era agregado militar.
Tras la muerte de su padre, la familia primero se fue a vivir con un tío cerca de Odesa, luego fueron a Riga y finalmente se instalaron en la ciudad de Gátchina, Rusia, cerca de San Petersburgo.
En Riga, Alexeieff vio por primera vez una película. Esto le causó una gran impresión. Se sorprendió al ver que la imagen que se proyectaba en la pantalla podía verse reflejada en la lente del proyector, que estaba cerca de donde él estaba sentado. Más tarde se dio cuenta de que la imagen en la lente era la original.
Alexeieff ingresó en la Escuela de Cadetes de San Petersburgo a la edad de siete años. Su asignatura favorita era el dibujo. Su profesor de arte enseñaba a los alumnos a dibujar de memoria. Pasaba varios objetos, como un violín, por la clase, lo sacaba y pedía a los alumnos que lo dibujaran. Esta formación temprana fue muy valiosa para Alexeieff más adelante, cuando se convirtió en ilustrador.
Cuando comenzó la Revolución Rusa de 1917 con huelgas generales en San Petersburgo, la escuela se cerró durante tres días y Alexeieff regresó a su casa en Lesnoi. Poco después, recibió la noticia de que el zar Nicolás II había sido detenido y abdicado. Cuando Alexeieff era adolescente, se sintió atraído por el comunismo. Sin embargo, la detención y ejecución del hermano de su madre por los bolcheviques le hizo replantearse su postura.

## La vida en París
En 1921 Alexeieff se trasladó a Francia y empezó a trabajar diseñando y pintando decorados para el Teatro Pioteff.
En 1923 se casó con Alexandra Alexandrovna Grinevskya (1899-1976),  una de las principales actrices del vanguardista teatro en el que trabajaba Alexeieff. Cuando Konstantin Stanislavski llegó a París y la vio actuar, le ofreció volver a Rusia, pero Alexandra se negó y se quedó al lado de Alexeieff. Su hija Svetlana nació en 1923.
Alexeieff se dio a conocer en este periodo poco después de ilustrar sus primeros libros. Sin embargo, perdió uno de sus pulmones al utilizar ácido nítrico para hacer sus aguatintas y se vio obligado a pasar dos años en un sanatorio. Aunque la invención de la pantalla de alfileres suele atribuirse a Claire Parker y Alexeieff, Alexandra Grinevsky-Alexeieff fue la primera en ayudar a Alexeieff a construir la pantalla de alfileres, con la ayuda de su hija de ocho años.

## La relación con Claire Parker
Claire Parker (1910-1981), una acomodada estudiante de arte estadounidense graduada en el MIT, llegó a Francia en 1931 para estudiar arte. Vio la obra de Alexieff en el escaparate de una librería y quedó muy impresionada. Alexeieff y su mujer aceptaron acoger a Claire como interna y alumna. Al cabo de unos meses, Claire se convirtió en la amante de Alexeieff. Grinevsky aceptó la situación con dificultad. Colaboraron en varios proyectos. Cuando empezaron a hacer películas, Claire se convirtió en la encargada de la cámara y Grinevsky construyó y pintó los decorados de las películas. Sin embargo, después de la construcción de la primera gran pantalla de agujas (o pantalla de alfileres o pinscreen), Parker y Alexeieff se independizaron.
Alexeieff, Parker y Grinevskaya hicieron unos 25 anuncios publicitarios de animación en stop motion para mantenerse económicamente, aunque al parecer no veían mucha diferencia entre sus películas "artísticas" y "comerciales". Aunque la mayoría de las películas comerciales y artísticas se atribuyen a Alexeieff y Parker, es difícil separar las contribuciones de cada una de las personas que habían formado el equipo de Alexeieff. El grupo incluía a Alexandra Grinevsky, Etienne Raik, Pierre Gorodich y Georges Violet.
Después de construir la primera gran pantalla de alfileres, Alexeieff y Parker empezaron a trabajar en la primera película en 1931, Night on Bald Mountain, una adaptación de la obra de Modest Músorgski, su compositor ruso favorito. 
La técnica de la pantalla de alfileres hacía imposible borrar las imágenes que se habían rodado después de haberlas dibujado. Una vez rodada una imagen, era imposible corregirla. Había que esperar a que la película volviera del laboratorio. Por lo tanto, dos años de trabajo habían sido concebidos en la oscuridad, por así decirlo. Dado lo efímero de la  pantalla de alfileres, Alexeieff no hizo bocetos para la película, ya que componía cada plano en su cabeza y filmándolo inmediatamente.
La recepción en París fue muy alentadora. Los artículos de los periódicos fueron positivos, los artistas y los críticos de cine consideraron que el equipo había logrado crear un tipo de animación más serio, alejándose de los dibujos animados. Sin embargo, pronto se hizo evidente que el trabajo en la pantalla de alfileres requería mucho tiempo y, por tanto, era costoso de utilizar. En consecuencia, los grandes estudios nunca se ofrecieron a utilizar el pinscreen, con la excepción del National Film Board of Canada.
En 1936, Alexeieff fue contratado por un grupo cinematográfico alemán en Berlín para dirigir un estudio de animación. Realizó algunas películas de animación para productos alemanes y regresó a París justo antes de la anexión alemana de Austria. Cuando los alemanes invadieron los Países Bajos y Bélgica en 1940, Alexeieff esperaba que los productores de cine alemanes vinieran a pedirle que hiciera películas de propaganda, lo que se habría negado a hacer. Por lo tanto, empacó todo en su viejo automóvil Ford y la familia huyó hacia el sur para recoger los visados en la embajada de Estados Unidos en Burdeos.
Alexeieff se divorció de Alexandra Grinevsky y se casó con Claire Parker en 1940, después de llegar a Estados Unidos. En 1943, se trasladaron a Canadá y produjeron su segunda película de cine, En passant, con la financiación del National Film Board of Canada. Se estrenó en 1944.

## Regreso a París
Cuando Parker y Alexeieff regresaron a París en 1946, realizaron varias películas publicitarias. Alexeieff inventó una técnica llamada Totalización de Sólidos Ilusorios o simplemente Totalización. Este proceso consiste en filmar un objeto en movimiento con largas exposiciones para capturar el rastro de la trayectoria del movimiento. La imagen resultante da la apariencia de un objeto sólido. Por ejemplo, la trayectoria de un péndulo filmado de este modo parecería un semicírculo sólido. Esta técnica daba a sus anuncios un aspecto único.
Alexeieff y Parker también siguieron haciendo películas con la pantalla de alfileres. En 1962, la utilizaron para realizar el prólogo de la adaptación cinematográfica de Orson Welles de la novela de Franz Kafka El proceso, la única película de gran difusión en la que participaron Alexeieff y Parker. Sin embargo no animaron la pantalla de alfileres para esta secuencia. En su lugar, se filmaron tomas fijas creadas sobre la misma mientras Orson Welles leía sobre ella la parábola de Kafka Ante la ley.
La nariz, basada en el cuento satírico de Nikolai Gogol, se estrenó en 1963 y fue la primera película narrativa realizada con la pantalla de alfileres. La película cuenta la historia de un funcionario ruso que pierde su nariz y las aventuras de la propia nariz, así como del barbero que la encuentra.
El 7 de agosto de 1972, Alexeieff y Parker fueron invitados a volver a Canadá para hacer una demostración del pinscreen a un grupo de animadores del National Film Board of Canada. Esta demostración fue filmada y publicada por el NFB como Pinscreen.
Su última película, Three Moods (Trois thèmes), se realizó en la pantalla de alfileres y se proyectó por primera vez en Milán (Italia) en marzo de 1980. Se basaba en tres obras de Músorgski.
Parker murió en 1981, en París, y Alexeieff siguió a Claire un año después. Los dos están enterrados en Niza, Francia. Él y Parker no tuvieron hijos.

## La pantalla de alfileres
Alexeieff es más famoso por su invención de la pinscreen, que utilizó para realizar unos seis cortometrajes.
La pantalla de alfileres en la que Alexeieff creó sus extraordinarias películas en blanco y negro es un tablero vertical perforado de noventa por ciento veinte centímetros, en el que se han insertado un millón de alfileres de acero sin cabeza. Cuando los alfileres se hunden y se iluminan oblicuamente, crean una superficie totalmente negra en la parte delantera del tablero. Cuando se empujan hacia arriba, se ve el blanco del tablero. En el medio, se crean varios tonos de gris.
El primer prototipo fue realizado por Alexandra Grinevsky con la ayuda de su hija Svetlana. Consistía en una tela perforada con una rejilla en la que se introducían alfileres. Más tarde, Claire Parker y Alexeieff construyeron la primera gran pantalla de alfileres que se utilizó para filmar Night on Bald Mountain. La familia Parker pagó su construcción.
Alexeieff nunca hizo bocetos antes de crear las imágenes en la pantalla. Concibió cada una de las etapas en el lado positivo de la pantalla mientras Claire trabajaba en el lado posterior de la misma. Se utilizaron pequeñas herramientas para producir varios patrones en el tablero, instrumentos tan cotidianos como tenedores, cucharas, cuchillos, pinceles, tazas, prismas y rodillos.